# 44. National Hockey League All-Star Game
Das 44. National Hockey League All-Star Game wurde am 6. Februar 1993 in Montréal ausgetragen. Das Spiel fand im Forum de Montréal, der Spielstätte des Gastgebers Montréal Canadiens statt. Die All-Stars der Prince of Wales Conference schlugen die der Campbell Conference klar mit 16:6. Das Spiel sahen 17.137 Zuschauer. Mike Gartner von den New York Rangers wurde zum MVP gekürt.

## Mannschaften
| #           | Land               | Spieler            | Pos.               | Team                |
| Torhüter    |                    |                    |                    |                     |
| 1           | Kanada             | Craig Billington   | Craig Billington   | New Jersey Devils   |
| 31          | Kanada             | Peter Sidorkiewicz | Peter Sidorkiewicz | Ottawa Senators     |
| 33          | Kanada             | Patrick Roy        | Patrick Roy        | Montréal Canadiens  |
| Verteidiger |                    |                    |                    |                     |
| 3           | Kanada             | Zarley Zalapski    | Zarley Zalapski    | Hartford Whalers    |
| 4           | Kanada             | Kevin Lowe         | Kevin Lowe         | New York Rangers    |
| 5           | Kanada             | Scott Stevens      | Scott Stevens      | New Jersey Devils   |
| 14          | Kanada             | Brad Marsh         | Brad Marsh         | Ottawa Senators     |
| 28          | Kanada             | Steve Duchesne     | Steve Duchesne     | Québec Nordiques    |
| 34          | Vereinigte Staaten | Al Iafrate         | Al Iafrate         | Washington Capitals |
| 77          | Kanada             | Ray Bourque        | Ray Bourque        | Boston Bruins       |
| Angreifer   |                    |                    |                    |                     |
| 7           | Kanada             | Pierre Turgeon     | C                  | New York Islanders  |
| 8           | Kanada             | Mark Recchi        | RW                 | Philadelphia Flyers |
| 9           | Kanada             | Kirk Muller        | C                  | Montréal Canadiens  |
| 11          | Kanada             | Mike Gartner       | RW                 | New York Rangers    |
| 12          | Kanada             | Adam Oates         | C                  | Boston Bruins       |
| 16          | Vereinigte Staaten | Pat LaFontaine     | C                  | Buffalo Sabres      |
| 18          | Slowakei           | Peter Bondra       | RW                 | Washington Capitals |
| 19          | Kanada             | Joe Sakic          | C                  | Québec Nordiques    |
| 22          | Kanada             | Rick Tocchet       | RW                 | Pittsburgh Penguins |
| 25          | Vereinigte Staaten | Kevin Stevens      | LW                 | Pittsburgh Penguins |
| 68          | Tschechien         | Jaromír Jágr       | RW                 | Pittsburgh Penguins |
| 89          | Russland 1991      | Alexander Mogilny  | RW                 | Buffalo Sabres      |

| #           | Land               | Spieler        | Pos.           | Team                  |
| Torhüter    |                    |                |                |                       |
| 20          | Kanada             | Ed Belfour     | Ed Belfour     | Chicago Blackhawks    |
| 30          | Kanada             | Mike Vernon    | Mike Vernon    | Calgary Flames        |
| 35          | Vereinigte Staaten | Jon Casey      | Jon Casey      | Minnesota North Stars |
| Verteidiger |                    |                |                |                       |
| 3           | Kanada             | Steve Chiasson | Steve Chiasson | Detroit Red Wings     |
| 5           | Kanada             | Garth Butcher  | Garth Butcher  | St. Louis Blues       |
| 6           | Vereinigte Staaten | Phil Housley   | Phil Housley   | Winnipeg Jets         |
| 7           | Vereinigte Staaten | Chris Chelios  | Chris Chelios  | Chicago Blackhawks    |
| 8           | Kanada             | Randy Carlyle  | Randy Carlyle  | Winnipeg Jets         |
| 24          | Kanada             | Dave Manson    | Dave Manson    | Edmonton Oilers       |
| 77          | Kanada             | Paul Coffey    | Paul Coffey    | Detroit Red Wings     |
| Angreifer   |                    |                |                |                       |
| 9           | Vereinigte Staaten | Mike Modano    | RW             | Minnesota North Stars |
| 10          | Kanada             | Gary Roberts   | LW             | Calgary Flames        |
| 11          | Kanada             | Kelly Kisio    | C              | San Jose Sharks       |
| 12          | Russland 1991      | Pawel Bure     | RW             | Vancouver Canucks     |
| 13          | Finnland           | Teemu Selänne  | RW             | Winnipeg Jets         |
| 14          | Kanada             | Brian Bradley  | C              | Tampa Bay Lightning   |
| 16          | Vereinigte Staaten | Brett Hull     | RW             | St. Louis Blues       |
| 17          | Finnland           | Jari Kurri     | RW             | Los Angeles Kings     |
| 19          | Kanada             | Steve Yzerman  | C              | Detroit Red Wings     |
| 20          | Kanada             | Luc Robitaille | LW             | Los Angeles Kings     |
| 27          | Vereinigte Staaten | Jeremy Roenick | C              | Chicago Blackhawks    |
| 93          | Kanada             | Doug Gilmour   | C              | Toronto Maple Leafs   |
| 99          | Kanada             | Wayne Gretzky  | C              | Los Angeles Kings     |

Schiedsrichter: Dan Marouelli 

Linienrichter: Ryan Bozak, Kevin Collins

Zuschauer: 17.137